# Церковь иконы Божией Матери Знамение (Знаменка 1)
Церковь иконы Божией Матери «Знамение» — недействующий православный храм расположенный в селе Знаменка 1 Чернского района Тульской области.

## История
Основание Знаменского прихода относится к XVIII веку, о чём свидетельствовал памятный знак на месте первой церкви устроенной во имя Знамения Божией Матери, почему и село наименованно Знаменским (Знаменское на Зуше). Каменный храм построен в 1814 году на средства помещика Алексея Михайловича Еропкина. Церковь представляет собой трехчастную постройку в стиле строгого классицизма с алтарями: лсновной — во имя иконы Знамения Божией Матери, с правой стороны — во имя Всемилостеваго Спаса, а с левой — во имя Николая Чудотворца. Первые два устроены и освящены в 1814 году, а последний в 1818 году. Существенным переменам, со времени своего основания, храм не подвергался, исключая переделки заново левого алтаря, сделанной в 1860 году на средства помещика Павла Николаевича Сухотина.
Согласно 10-й переписи населения 1858 года, «Приход Знаменский состоит из десяти селений: села Знаменскаго и деревень Знаменской, Никольской, Утилина, Свистовки, Чанкина, Решетова, Архарова, Неклюева и Марьина, в числе 800 душ крестьян м. и 800 ж. пола». При храме действовала с 1884 года церковно-приходская школа.
Служба прекращена в конце 1920-х годов, а затем здание находилось в ведении колхоза им. Кирова и использовалось под зерносклад. В настоящее время пустует, находится в аварийном состоянии.